# Пена, Исаак
Исаак Пиреш Шитунда Пена (порт. Isaac Pires Chitunda Pena; 1925, Каливеке — 2013, Луанда) — ангольский общественный и политический деятель, активист движения УНИТА. Муж Джудит Пены, сестры Жонаса Савимби. Отец Элиаша Пены и Арлиндо Пены. Идеолог и проповедник африканского и ангольского национализма.

## Учитель и врач
Родился в селе округа Андуло провинции Бие, принадлежал к племени овимбунду. В Португальской Анголе получил медицинское образование. Работал школьным учителем в селении Шивауло, затем врачом и главным врачом в больнице при протестантской миссии в Шилессо, основанной американскими евангелистами.
Исаак Пена придерживался националистических, антиколониальных и антикоммунистических взглядов.

## В партии Савимби
В 1951 году Исаак Пена женился на Джудит Шинакуссоки Мальейру, старшей сестре Жонаса Савимби, будущего основателя и лидера повстанческого движения УНИТА. В браке имел семерых детей, в том числе сыновей Элиаша, Арлиндо и Лоте — которые стали видными политиками и полевыми командирами УНИТА, близкими соратниками Жонаса Савимби. Лоте Пена погиб в бою гражданской войны, Элиаш Пена — в Резне Хэллоуин.
Деятельность Исаака Пены в УНИТА состояла в основном в идеологических разработках, моральном влиянии (особенно на молодёжь) и проповедях. Положение члена семьи Савимби, мужа влиятельной сестры лидера, усиливало его авторитет.
После окончания гражданской войны Исаак Пена проживал в Андуло — где во главе с Джудит Пеной сформировался один из политических центров УНИТА, ориентированный на семейную ветвь Пена. Был известен в УНИТА под прозвищами Velho — Старик и Ancião — Старейшина. Отмечалась его роль в пропаганде ангольского патриотизма, африканских ценностей и традиций.

## Кончина
Скончался Исаак Пена 14 октября 2013 года. Скорбь в этой связи выразила парламентская фракция УНИТА. В заявлении Лиги ангольских женщин (женская организация УНИТА) особо подчёркивалась роль Джудит Пены — «прекрасной жены и матери, достойно представляющей женщин Анголы».
Политическое значение Исаака Пены выразилось, в частности, в том, что траурные мероприятия проводились в Генеральном штабе вооружённых сил Анголы. Похоронен Исаак Пена на родовом кладбище Лопитанга в Андуло.